# Anii 1500
Secole: Secolul al XV-lea - Secolul al XVI-lea - Secolul al XVII-lea
Decenii: Anii 1450 Anii 1460 Anii 1470 Anii 1480 Anii 1490 - Anii 1500 - Anii 1510 Anii 1520 Anii 1530 Anii 1540 Anii 1550
Ani: 1500 | 1501 | 1502 | 1503 | 1504 | 1505 | 1506 | 1507 | 1508 | 1509